# 제3회 영국 아카데미 영화상
제3회 영국 아카데미 영화상은 1949년 최고의 영화를 기리기 위해 1950년 5월 29일에 열린 시상식이다. 런던 레스터 스퀘어, Odeon 극장에서 개최되었다.

## 수상

### 작품상
- 자전거 도둑 수상

### 알렉산더 코다 상
- 제3의 사나이 수상

### UN상
- 수색 수상

## 같이 보기
- 제7회 골든 글로브상
- 제22회 아카데미상